# Джон Раєрсон (тенісист)
Джон Раєрсон (англ. John Ryerson; 1 січня 1862 — 16 травня 1910) — колишній американський тенісист.
Найвищим досягненням на турнірах Великого шолома був фінал у парному розряді.
Завершив кар'єру 1903 року.

## Фінали турнірів Великого шолома

### Парний розряд (1 поразка)
| Результат | Рік  | Турнір        | Покриття | Партнер      | Суперники                     | Рахунок                 |
| --------- | ---- | ------------- | -------- | ------------ | ----------------------------- | ----------------------- |
| Поразка   | 1890 | Чемпіонат США | Трава    | Чарлз Карвер | Валентайн Голл Кларенс Гобарт | 3–6, 6–4, 2–6, 6–2, 3–6 |